# Uromunna hayesi
Uromunna hayesi là một loài chân đều trong họ Munnidae. Loài này được Robertson miêu tả khoa học năm 1978.